# Milagro Mena
Milagro Mena Solano (* 30. April 1993 in Puntarenas) ist eine costa-ricanische Radrennfahrerin.

## Sportlicher Werdegang
Mena betreibt Straßenradsport und Cross-Country-Moutainbike. Sie gewann bereits in der Jugend und als Juniorin mehrere Titel bei Landesmeisterschaften und den costa-ricanischen Nationalspielen.
Zu ihren größten Erfolgen auf der Straße gehören der Sieg bei der Internationalen Costa-Rica-Rundfahrt 2015, fünf Siege bei Landesmeisterschaften sowie vier Siege bei Zentralamerika-Meisterschaften. Sie nahm als Vertreterin Costa Ricas am olympischen Straßenrennen 2016 teil. Als Mitglied der kanadischen Mannschaft SAS-Macogep fuhr sie 2017 in WorldTour-Rennen wie Gent-Wevelgem und Lüttich-Bastogne-Lüttich. 2022 fuhr sie für das italienische Servetto-Team den Giro Donne. Ansonsten konzentrierten sich ihre Aktivitäten auf den amerikanischen Kontinent.
Auf dem Mountainbike ist sie achtfache nationale Meisterin in den verschiedenen Varianten des Cross-Country (XCO, XCC, XCE, XCM). Dazu gewann sie je eine Goldmedaille bei Zentralamerikaspielen und Zentralamerika-Meisterschaften.
Neben den bereits erwähnten Teilnahmen an internationalen Veranstaltungen vertrat sie ihr Land bei den Straßenradsport-Weltmeisterschaften 2015, den Mountainbike-Weltmeisterschaften 2018 sowie wiederholt bei Panamerikanischen Spielen, Zentralamerika- und Karibikspielen und Panamerikanischen Meisterschaften auf Straße und MTB. Sie war Fahnenträgerin Costa Ricas bei der Eröffnungsfeier der Olympischen Spiele 2024, wo sie Costa Rica erneut im Straßenrennen vertrat.

## Erfolge
| 2010 - Costa-ricanische Meisterin – Straßenrennen, Einzelzeitfahren (Junioren) - Panamerika-Meisterschaften – Einzelzeitfahren (Junioren) 2011 - Costa-ricanische Meisterin – Straßenrennen, Einzelzeitfahren (Junioren) 2015 - Gesamtwertung Vuelta Internacional Femenina a Costa Rica 2016 - Costa-ricanische Meisterin – Einzelzeitfahren 2017 - Costa-ricanische Meisterin – Einzelzeitfahren - Zentralamerikaspiele – Straßenrennen 2019 - Costa-ricanische Meisterin – Straßenrennen 2020 - Zentralamerikanische Meisterin – Straßenrennen 2021 - Zentralamerikanische Meisterin – Straßenrennen - Zentralamerikanische Meisterschaften – Einzelzeitfahren - Costa-ricanische Meisterin – Einzelzeitfahren 2022 - Zentralamerikanische Meisterin – Straßenrennen, Einzelzeitfahren 2023 - Zentralamerikanische Meisterschaften – Straßenrennen - Costa-ricanische Meisterin – Einzelzeitfahren | 2011 - Costa-ricanische Meisterin – Cross-Country XCO (Junioren) 2014 - Panamerika-Meisterschaften – Cross-Country XCM 2015 - Panamerika-Meisterschaften – Cross-Country XCM 2017 - Costa-ricanische Meisterin – Cross-Country XCO - Zentralamerikaspiele – Cross-Country XCO 2018 - Zentralamerika- und Karibikspiele – Cross-Country XCO 2019 - Costa-ricanische Meisterin – Cross-Country XCO, XCE 2020 - Costa-ricanische Meisterin – Cross-Country XCO, XCM 2021 - Costa-ricanische Meisterin – Cross-Country XCO, XCE, XCC 2022 - Zentralamerikanische Meisterschaften – Cross-Country XCC 2023 - Zentralamerikanische Meisterin – Cross-Country XCO |